# بيت رينولدز
بيت رينولدز (بالإنجليزية: Pete Reynolds)‏ هو لاعب كرة قدم أمريكية أمريكي، ولد في 14 سبتمبر 1885 في وودستوك في الولايات المتحدة، وتوفي في 26 ديسمبر 1951 في أونيدا في الولايات المتحدة.